# Davide Formolo
Davide Formolo (Negrar, 25 d'octubre de 1992) és un ciclista italià, professional des del 2014. En el seu palmarès destaca, per damunt de tot, una victòria al Giro d'Itàlia de 2015. Actualment corre per l'equip espanyol Movistar Team.

## Palmarès
- 2012
  - 1r al Giro Ciclistico Pesche Nettarine di Romagna
- 2013
  - 1r al Giro Ciclistico Pesche Nettarine di Romagna i vencedor d'una etapa
- 2015
  - Vencedor de la 4a etapa del Giro d'Itàlia
- 2019
  -  Campió d'Itàlia en ruta
  - Vencedor de la 7a etapa de la Volta a Catalunya
- 2020
  - Vencedor d'una etapa al Critèrium del Dauphiné
- 2023
  - 1r a la Veneto Classic
  - 1r a la Copa Agostoni

### Resultats al Giro d'Itàlia
- 2015. 31è de la classificació general. Vencedor d'una etapa
- 2016. 31è de la classificació general
- 2017. 10è de la classificació general
- 2018. 10è de la classificació general
- 2019. 14è de la classificació general
- 2021. 15è de la classificació general
- 2022. 36è de la classificació general
- 2023. 30è de la classificació general

### Resultats a la Volta a Espanya
- 2016. 9è de la classificació general
- 2018. 22è de la classificació general
- 2019. No surt (7a etapa)
- 2020. Abandona (18a etapa)

### Resultats al Tour de França
- 2020. No surt (11a etapa)
- 2021. 44è de la classificació general